# Unjha
Unjha é uma cidade e um município no distrito de Mahesana, no estado indiano de Gujarat.

## Geografia
Unjha está localizada a 23° 48′ N, 72° 24′ L. Tem uma altitude média de 111 metros (364 pés).

## Demografia
Segundo o censo de 2001, Unjha tinha uma população de 53 868 habitantes. Os indivíduos do sexo masculino constituem 53% da população e os do sexo feminino 47%. Unjha tem uma taxa de literacia de 77%, superior à média nacional de 59,5%: a literacia no sexo masculino é de 80% e no sexo feminino é de 73%. Em Unjha, 10% da população está abaixo dos 6 anos de idade.